# Pauwels Sauzen-Vastgoedservice
L'equip Pauwels Sauzen-Vastgoedservice (codi UCI: PSV), conegut anteriorment com a Vastgoedservice o Crelan-Vastgoedservice, és un equip ciclista belga, que practica el ciclisme en ruta i el ciclocròs. Creat al 2014, té categoria continental.
No s'ha de confondre amb l'equip Crelan-Euphony.

## Principals resultats
- Gran Premi Criquielion: Kevin Peeters (2014)
- Memorial Philippe Van Coningsloo: Rob Ruijgh (2014)
- Gran Premi de la vila de Zottegem: Tim Merlier (2016)
- Copa Sels: Wout Van Aert (2016)
- Arno Wallaard Memorial: Timothy Stevens (2017)

### A les grans voltes
- Giro d'Itàlia
  - 0 participacions

- Tour de França
  - 0 participacions

- Volta a Espanya
  - 0 participacions

## Composició de l'equip
| \| Llista de l'equip 2016 \| Llista de l'equip 2016 \| Llista de l'equip 2016 \| Llista de l'equip 2016 \| \| Ciclista \| Data de naixement \| Equip previ \| \| \| ------------------------------------------------ \| ---------------------- \| ---------------------------------- \| ---------------------- \| \| Jens Adams \| 5 de juny de 1992 \| BKCP-Powerplus (2013) \| \| \| Joeri Adams (1 de gen–30 de juny) \| 15 de octubre de 1989 \| \| \| \| David Boucher \| 17 de març de 1980 \| FDJ (2015) \| \| \| Dennis Coenen \| 13 de novembre de 1991 \| \| \| \| Jan Denuwelaere (12 de maig–20 de oct) \| 9 de abril de 1988 \| \| \| \| Gerry Druyts \| 30 de gener de 1991 \| Team 3M (2014) \| \| \| Yannick Eijssen \| 26 de juny de 1989 \| Wanty-Groupe Gobert (2015) \| \| \| Alexander Geuens \| 5 de setembre de 1994 \| Lotto-Soudal U23 (2015) \| \| \| Kurt Geysen \| 26 de maig de 1979 \| \| \| \| Johan Jacobs (15 de nov–31 de des) \| 1 de març de 1997 \| \| \| \| Pieter Jacobs \| 6 de juny de 1986 \| Topsport Vlaanderen-Baloise (2015) \| \| \| Tim Merlier \| 30 de octubre de 1992 \| Sunweb-Napoleon Games (2015) \| \| \| Xandro Meurisse (1 de gen–31 de jul) \| 31 de gener de 1992 \| An Post-ChainReaction (2015) \| \| \| Rob Peeters \| 2 de juliol de 1985 \| Telenet-Fidea (2013) \| \| \| Yannick Peeters \| 15 de novembre de 1996 \| Acrog-Balen BC (2014) \| \| \| Fréderique Robert \| 25 de gener de 1989 \| Wanty-Groupe Gobert (2015) \| \| \| Rob Ruijgh \| 12 de novembre de 1986 \| Vacansoleil-DCM (2013) \| \| \| Jelle Schuermans \| 3 de desembre de 1996 \| \| \| \| Timothy Stevens \| 26 de març de 1989 \| Team 3M (2014) \| \| \| Wout van Aert \| 15 de setembre de 1994 \| Telenet-Fidea (2014) \| \| \| Jordi Van Dingenen \| 18 de juny de 1996 \| \| \| \| Joachim Vanreyten (1 de ago–31 de des, aprenent) \| 31 de agost de 1994 \| Lotto-Soudal U23 (2016) \| \| \| \| \| \| \| \| Font: ProCyclingStats \| \| \| \| |                        |                                    |  |
| Llista de l'equip 2016 |                        |                                    |  |
| Ciclista | Data de naixement      | Equip previ                        |  |
| Jens Adams | 5 de juny de 1992      | BKCP-Powerplus (2013)              |  |
| Joeri Adams (1 de gen–30 de juny) | 15 de octubre de 1989  |                                    |  |
| David Boucher | 17 de març de 1980     | FDJ (2015)                         |  |
| Dennis Coenen | 13 de novembre de 1991 |                                    |  |
| Jan Denuwelaere (12 de maig–20 de oct) | 9 de abril de 1988     |                                    |  |
| Gerry Druyts | 30 de gener de 1991    | Team 3M (2014)                     |  |
| Yannick Eijssen | 26 de juny de 1989     | Wanty-Groupe Gobert (2015)         |  |
| Alexander Geuens | 5 de setembre de 1994  | Lotto-Soudal U23 (2015)            |  |
| Kurt Geysen | 26 de maig de 1979     |                                    |  |
| Johan Jacobs (15 de nov–31 de des) | 1 de març de 1997      |                                    |  |
| Pieter Jacobs | 6 de juny de 1986      | Topsport Vlaanderen-Baloise (2015) |  |
| Tim Merlier | 30 de octubre de 1992  | Sunweb-Napoleon Games (2015)       |  |
| Xandro Meurisse (1 de gen–31 de jul) | 31 de gener de 1992    | An Post-ChainReaction (2015)       |  |
| Rob Peeters | 2 de juliol de 1985    | Telenet-Fidea (2013)               |  |
| Yannick Peeters | 15 de novembre de 1996 | Acrog-Balen BC (2014)              |  |
| Fréderique Robert | 25 de gener de 1989    | Wanty-Groupe Gobert (2015)         |  |
| Rob Ruijgh | 12 de novembre de 1986 | Vacansoleil-DCM (2013)             |  |
| Jelle Schuermans | 3 de desembre de 1996  |                                    |  |
| Timothy Stevens | 26 de març de 1989     | Team 3M (2014)                     |  |
| Wout van Aert | 15 de setembre de 1994 | Telenet-Fidea (2014)               |  |
| Jordi Van Dingenen | 18 de juny de 1996     |                                    |  |
| Joachim Vanreyten (1 de ago–31 de des, aprenent) | 31 de agost de 1994    | Lotto-Soudal U23 (2016)            |  |
| |                        |                                    |  |
| Font: ProCyclingStats |                        |                                    |  |

| \| Llista de l'equip 2017 \| Llista de l'equip 2017 \| Llista de l'equip 2017 \| Llista de l'equip 2017 \| \| Ciclista \| Data de naixement \| Equip previ \| \| \| --------------------------------------- \| ---------------------- \| -------------------------------------------- \| ---------------------- \| \| Jens Adams \| 5 de juny de 1992 \| BKCP-Powerplus (2013) \| \| \| David Boucher \| 17 de març de 1980 \| FDJ (2015) \| \| \| Brecht Dhaene \| 29 de novembre de 1988 \| Verandas Willems (2016) \| \| \| Gerry Druyts \| 30 de gener de 1991 \| Team 3M (2014) \| \| \| Alexander Geuens \| 5 de setembre de 1994 \| Lotto-Soudal U23 (2015) \| \| \| Barry Markus \| 17 de juliol de 1991 \| Roompot-Oranje Peloton (2016) \| \| \| Rob Peeters \| 2 de juliol de 1985 \| Telenet-Fidea (2013) \| \| \| Yannick Peeters \| 15 de novembre de 1996 \| Acrog-Balen BC (2014) \| \| \| Jelle Schuermans \| 3 de desembre de 1996 \| \| \| \| Timothy Stevens \| 26 de març de 1989 \| Team 3M (2014) \| \| \| Louis Verhelst \| 28 de agost de 1990 \| Roubaix Métropole européenne de Lille (2016) \| \| \| Sieben Wouters \| 23 de juny de 1996 \| Rabobank Development (2016) \| \| \| Michael Boroš \| 9 de agost de 1992 \| \| \| \| Tom Bosmans \| 24 de octubre de 1994 \| \| \| \| Dieter Bouvry \| 31 de juliol de 1992 \| Roubaix Métropole européenne de Lille (2016) \| \| \| Rob Leemans \| 1 de juliol de 1993 \| SEG Racing (2015) \| \| \| Arjen Livyns \| 1 de setembre de 1994 \| VL Technics-Experza-Abutriek (2016) \| \| \| Brent Van De Kerkhove \| 12 de octubre de 1994 \| Colba-Superano Ham (2013) \| \| \| Jordi Van Dingenen \| 18 de juny de 1996 \| \| \| \| Joachim Vanreyten (1 de gen–1 de jul) \| 31 de agost de 1994 \| Lotto-Soudal U23 (2016) \| \| \| \| \| \| \| \| Fonts: ProCyclingStats Cycling Quotient \| \| \| \| |                        |                                              |  |
| Llista de l'equip 2017 |                        |                                              |  |
| Ciclista | Data de naixement      | Equip previ                                  |  |
| Jens Adams | 5 de juny de 1992      | BKCP-Powerplus (2013)                        |  |
| David Boucher | 17 de març de 1980     | FDJ (2015)                                   |  |
| Brecht Dhaene | 29 de novembre de 1988 | Verandas Willems (2016)                      |  |
| Gerry Druyts | 30 de gener de 1991    | Team 3M (2014)                               |  |
| Alexander Geuens | 5 de setembre de 1994  | Lotto-Soudal U23 (2015)                      |  |
| Barry Markus | 17 de juliol de 1991   | Roompot-Oranje Peloton (2016)                |  |
| Rob Peeters | 2 de juliol de 1985    | Telenet-Fidea (2013)                         |  |
| Yannick Peeters | 15 de novembre de 1996 | Acrog-Balen BC (2014)                        |  |
| Jelle Schuermans | 3 de desembre de 1996  |                                              |  |
| Timothy Stevens | 26 de març de 1989     | Team 3M (2014)                               |  |
| Louis Verhelst | 28 de agost de 1990    | Roubaix Métropole européenne de Lille (2016) |  |
| Sieben Wouters | 23 de juny de 1996     | Rabobank Development (2016)                  |  |
| Michael Boroš | 9 de agost de 1992     |                                              |  |
| Tom Bosmans | 24 de octubre de 1994  |                                              |  |
| Dieter Bouvry | 31 de juliol de 1992   | Roubaix Métropole européenne de Lille (2016) |  |
| Rob Leemans | 1 de juliol de 1993    | SEG Racing (2015)                            |  |
| Arjen Livyns | 1 de setembre de 1994  | VL Technics-Experza-Abutriek (2016)          |  |
| Brent Van De Kerkhove | 12 de octubre de 1994  | Colba-Superano Ham (2013)                    |  |
| Jordi Van Dingenen | 18 de juny de 1996     |                                              |  |
| Joachim Vanreyten (1 de gen–1 de jul) | 31 de agost de 1994    | Lotto-Soudal U23 (2016)                      |  |
| |                        |                                              |  |
| Fonts: ProCyclingStats Cycling Quotient |                        |                                              |  |

## Classificacions UCI

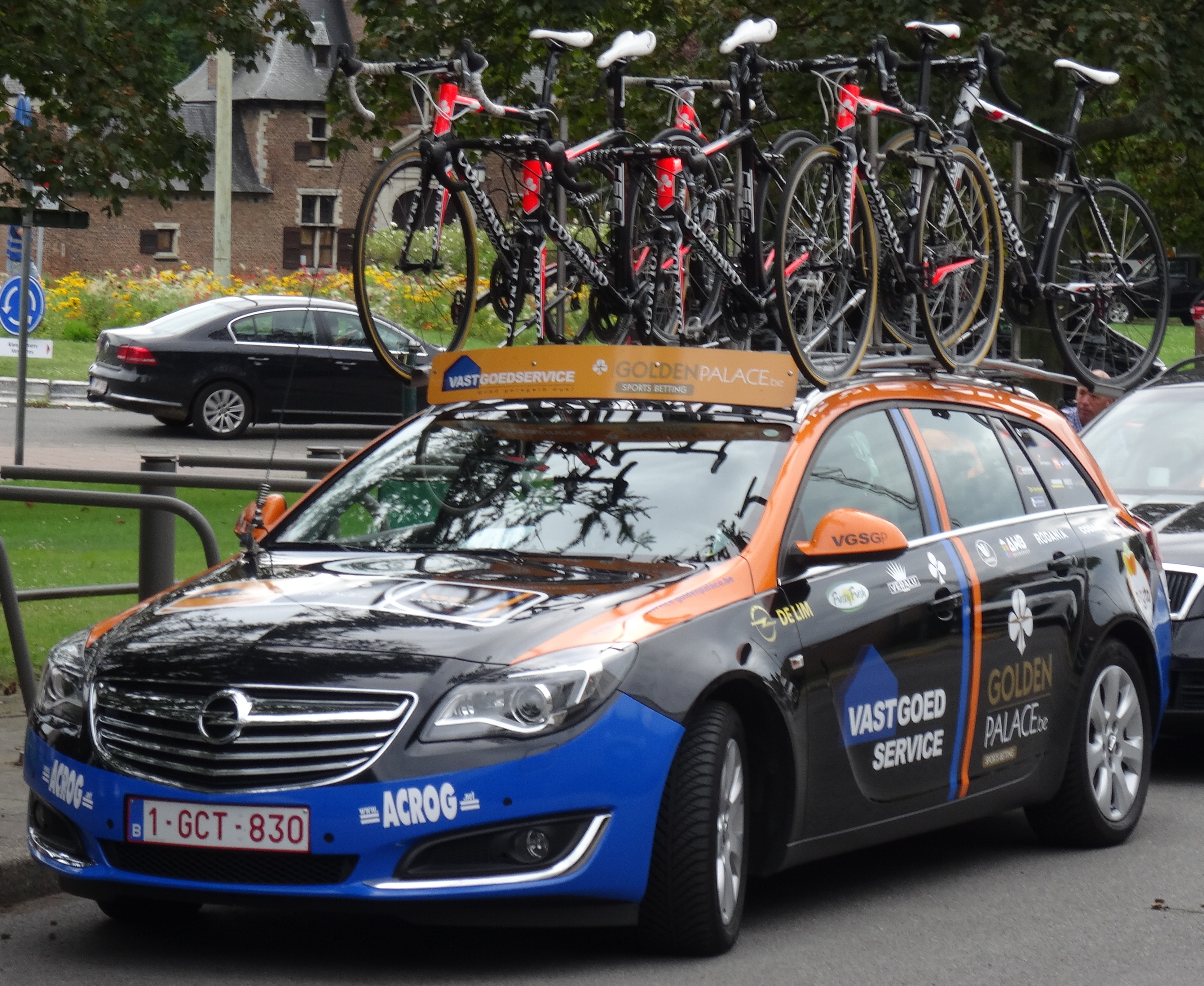
Vehicle de l'equip al 2014

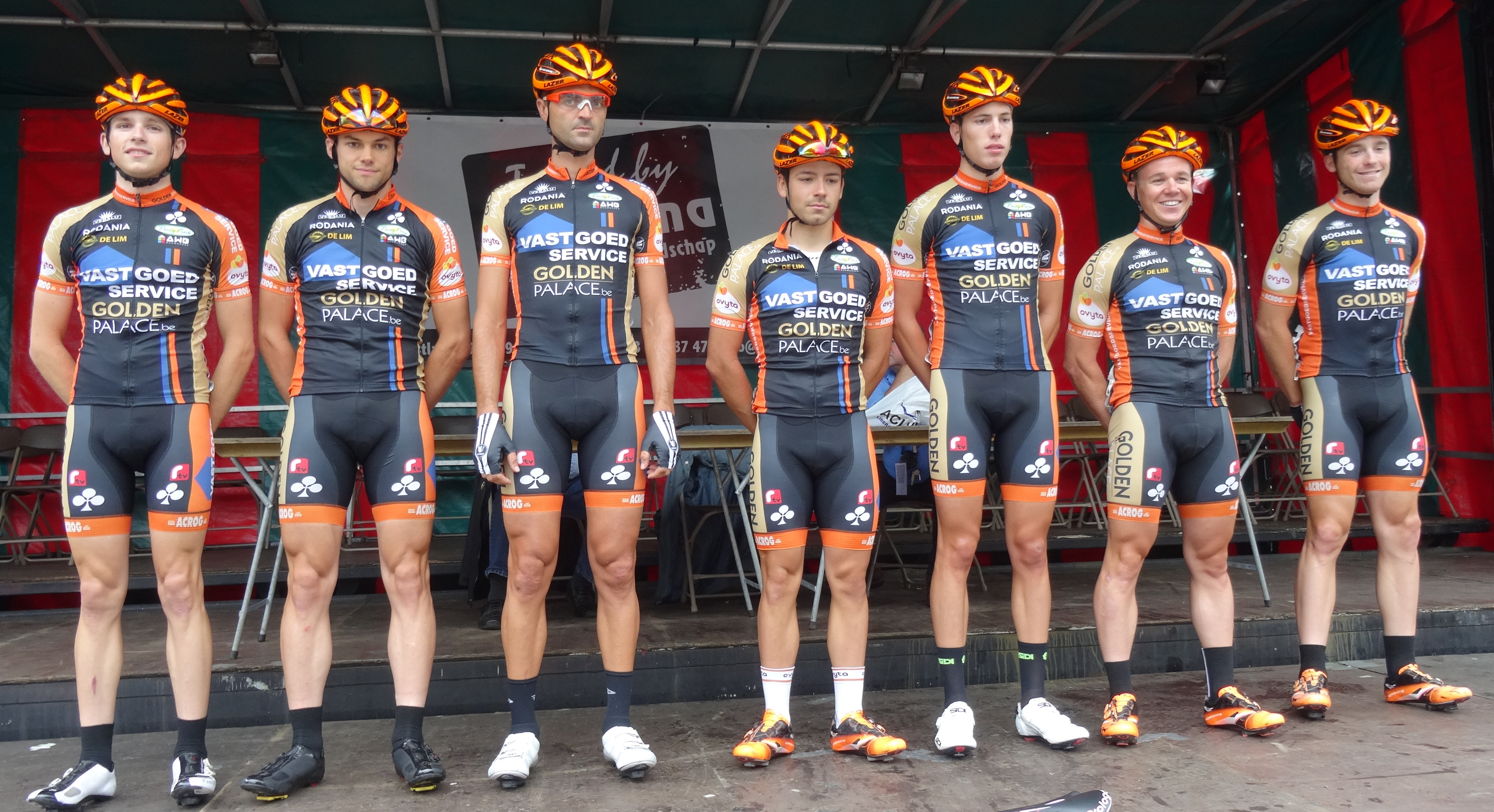
L'equip al 2014

L'equip participa en els Circuits continentals de ciclisme. La següent classificació estableix la posició de l'equip en finalitzar la temporada.
UCI Àfrica Tour
| Temporada | Classificació per equips | Millor ciclista en la classificació individual |
| --------- | ------------------------ | ---------------------------------------------- |
| 2017      | 13è                      | Louis Verhelst (43è)                           |

UCI Àsia Tour
| Temporada | Classificació per equips | Millor ciclista en la classificació individual |
| --------- | ------------------------ | ---------------------------------------------- |
| 2014      | 57è                      | Kevin Peeters (102è)                           |

UCI Europa Tour
| Temporada | Classificació per equips | Millor ciclista en la classificació individual |
| --------- | ------------------------ | ---------------------------------------------- |
| 2014      | 71è                      | Kevin Peeters (233è)                           |
| 2015      | 71è                      | Tim Merlier (315è)                             |
| 2016      | 17è                      | Xandro Meurisse (47è)                          |
| 2017      | 56è                      | Timothy Stevens (402è)                         |